# طواف رواندا 2025
طواف رواندا 2025 هو سباق دراجات هوائية، وهو الموسم الثامن والعشرين من طواف رواندا، وأقيم خلال الفترة من 23 فبراير 2025، وحتى 2 مارس 2025.
فاز بالمركز الأول Fabien Doubey ‏، وحلَّ في المركز الثاني هنوك مولوبرهان ‏، بينما جاء Oliver Mattheis ‏ في المركز الثالث.

## الفرق
| فرق برو (2)- Israel-Premier Tech - Team TotalEnergies فرق قارية (7)- Lotto Development Team ‏ - بايك أيد ‏ - UAE Team Emirates Gen Z ‏ - Development Team DSM–Firmenich PostNL ‏ - Java-Inovotec Pro Team‏ - Team Amani‏ - May Stars ‏ فرق وطنية (4)- فريق رواندا لركوب الدراجات للرجال‏ - فريق جنوب أفريقيا لركوب الدراجات للرجال‏ - فريق إرتريا لركوب الدراجات ‏ - فريق إثيوبيا لركوب الدراجات للرجال‏ فريق نادي الدراجات- Centre mondial du cyclisme‏ |  |
| |  |

## المراحل
| قائمة المراحل | قائمة المراحل | قائمة المراحل                             | قائمة المراحل | قائمة المراحل | قائمة المراحل    | قائمة المراحل  |
| المرحلة       | التاريخ       | الدورة                                    |               | المسافة (كم)  | الفائز بالمرحلة  | القائد العام   |
| ------------- | ------------- | ----------------------------------------- | ------------- | ------------- | ---------------- | -------------- |
| المقدمة       | 23 فبراير     | ملعب أماهورو – مركز مؤتمرات كيغالي        | ضد الساعة     | 3٫4           | Aldo Taillieu ‏   | Aldo Taillieu ‏ |
| المرحلة 1     | 24 فبراير     | Rukomo ‏ – Kayonza ‏                        | مرحلة جبلية   | 157٫8         | هنوك مولوبرهان ‏  | Fabien Doubey ‏ |
| المرحلة 2     | 25 فبراير     | كيغالي – موزانزي ‏                         |               | 112٫8         | Brady Gilmore ‏   | Fabien Doubey ‏ |
| المرحلة 3     | 26 فبراير     | موزانزي ‏ – Rubavu District ‏               |               | 121٫3         | Brady Gilmore ‏   | Fabien Doubey ‏ |
| المرحلة 4     | 27 فبراير     | Rubavu District ‏ – Karongi ‏               |               | 95٫1          | Joris Delbove ‏   | Joris Delbove ‏ |
| المرحلة 5     | 28 فبراير     | Rusizi District ‏ – هويي ‏                  |               |               | بلجيكا           | Joris Delbove ‏ |
| المرحلة 6     | 1 مارس        | محافظة نيانزا ‏ – كيغالي                   |               |               | Nahom Zeray ‏     | Fabien Doubey ‏ |
| المرحلة 7     | 2 مارس        | مركز مؤتمرات كيغالي – مركز مؤتمرات كيغالي |               |               | تم إلغاء السباق ‏ | Fabien Doubey ‏ |

## النتيجة

### المقدمة
هي مرحلة أقيمت في 23 فبراير 2025، وامتدّت لمسافة 3.4 كيلومتر. فاز بالمركز الأول، وتصدر الترتيب العام Aldo Taillieu ‏.
| التصنيف العام | التصنيف العام    | التصنيف العام                          | التصنيف العام | التصنيف العام |
| العداء        | العداء           | الفريق                                 | الوقت         |               |
| ------------- | ---------------- | -------------------------------------- | ------------- | ------------- |
| 1             | Aldo Taillieu ‏   | Lotto Development Team ‏                | 3 د 48 ث      |               |
| 2             | Fabien Doubey ‏   | ديركت إينرجي                           | + 2 ث         |               |
| 3             | Milan Menten ‏    | لوتو سودال                             | + 2 ث         |               |
| 4             | Joris Delbove ‏   | ديركت إينرجي                           | + 3 ث         |               |
| 5             | Oliver Mattheis ‏ | بايك أيد ‏                              | + 5 ث         |               |
| 6             | Pavel Šumpík ‏    | Development Team DSM–Firmenich PostNL ‏ | + 6 ث         |               |
| 7             | Mauro Cuylits ‏   | Lotto Development Team ‏                | + 7 ث         |               |
| 8             | Baptiste Vadic ‏  | ديركت إينرجي                           | + 7 ث         |               |
| 9             | Adrià Pericas ‏   | UAE Team Emirates Gen Z ‏               | + 8 ث         |               |
| 10            | Brady Gilmore ‏   | إسرائيل - بريمير تيك                   | + 8 ث         |               |
|               |                  |                                        |               |               |
|               |                  |                                        |               |               |

### مرحلة 1
هي مرحلة جبلية، أقيمت في 24 فبراير 2025، وامتدّت لمسافة 157.8 كيلومتر. فاز بالمركز الأول هنوك مولوبرهان ‏، وتصدر الترتيب العام Fabien Doubey ‏.
| التصنيف العام | التصنيف العام    | التصنيف العام                          | التصنيف العام | التصنيف العام |
| العداء        | العداء           | الفريق                                 | الوقت         |               |
| ------------- | ---------------- | -------------------------------------- | ------------- | ------------- |
| 1             | Fabien Doubey ‏   | ديركت إينرجي                           | 4 س 01 د 43 ث |               |
| 2             | Milan Menten ‏    | لوتو سودال                             | + 0 ث         |               |
| 3             | Joris Delbove ‏   | ديركت إينرجي                           | + 1 ث         |               |
| 4             | Oliver Mattheis ‏ | بايك أيد ‏                              | + 3 ث         |               |
| 5             | Pavel Šumpík ‏    | Development Team DSM–Firmenich PostNL ‏ | + 4 ث         |               |
| 6             | Baptiste Vadic ‏  | ديركت إينرجي                           | + 5 ث         |               |
| 7             | Adrià Pericas ‏   | UAE Team Emirates Gen Z ‏               | + 6 ث         |               |
| 8             | Brady Gilmore ‏   | إسرائيل - بريمير تيك                   | + 6 ث         |               |
| 9             | لورينزو مانزين   | ديركت إينرجي                           | + 8 ث         |               |
| 10            | Moritz Kretschy ‏ | إسرائيل - بريمير تيك                   | + 9 ث         |               |
|               |                  |                                        |               |               |
|               |                  |                                        |               |               |

### مرحلة 2
هي مرحلة أقيمت في 25 فبراير 2025، وامتدّت لمسافة 112.8 كيلومتر. فاز بالمركز الأول Brady Gilmore ‏، وتصدر الترتيب العام Fabien Doubey ‏.
| التصنيف العام | التصنيف العام    | التصنيف العام               | التصنيف العام | التصنيف العام |
| العداء        | العداء           | الفريق                      | الوقت         |               |
| ------------- | ---------------- | --------------------------- | ------------- | ------------- |
| 1             | Fabien Doubey ‏   | ديركت إينرجي                | 7 س 02 د 22 ث |               |
| 2             | Milan Menten ‏    | لوتو سودال                  | + 0 ث         |               |
| 3             | Joris Delbove ‏   | ديركت إينرجي                | + 1 ث         |               |
| 4             | Oliver Mattheis ‏ | بايك أيد ‏                   | + 3 ث         |               |
| 5             | Adrià Pericas ‏   | UAE Team Emirates Gen Z ‏    | + 6 ث         |               |
| 6             | Brady Gilmore ‏   | إسرائيل - بريمير تيك        | + 6 ث         |               |
| 7             | لورينزو مانزين   | ديركت إينرجي                | + 8 ث         |               |
| 8             | Moritz Kretschy ‏ | إسرائيل - بريمير تيك        | + 9 ث         |               |
| 9             | بلجيكا           | UAE Team Emirates Gen Z ‏    | + 9 ث         |               |
| 10            | هنوك مولوبرهان ‏  | فريق إرتريا لركوب الدراجات ‏ | + 10 ث        |               |
|               |                  |                             |               |               |
|               |                  |                             |               |               |

### مرحلة 3
هي مرحلة أقيمت في 26 فبراير 2025، وامتدّت لمسافة 121.3 كيلومتر. فاز بالمركز الأول Brady Gilmore ‏، وتصدر الترتيب العام Fabien Doubey ‏.
| التصنيف العام | التصنيف العام    | التصنيف العام                          | التصنيف العام | التصنيف العام |
| العداء        | العداء           | الفريق                                 | الوقت         |               |
| ------------- | ---------------- | -------------------------------------- | ------------- | ------------- |
| 1             | Fabien Doubey ‏   | ديركت إينرجي                           | 9 س 57 د 36 ث |               |
| 2             | Joris Delbove ‏   | ديركت إينرجي                           | + 1 ث         |               |
| 3             | Oliver Mattheis ‏ | بايك أيد ‏                              | + 3 ث         |               |
| 4             | Brady Gilmore ‏   | إسرائيل - بريمير تيك                   | + 6 ث         |               |
| 5             | هنوك مولوبرهان ‏  | فريق إرتريا لركوب الدراجات ‏            | + 10 ث        |               |
| 6             | Adrià Pericas ‏   | UAE Team Emirates Gen Z ‏               | + 12 ث        |               |
| 7             | Moritz Kretschy ‏ | إسرائيل - بريمير تيك                   | + 12 ث        |               |
| 8             | Milan Donie ‏     | Lotto Development Team ‏                | + 16 ث        |               |
| 9             | Oliver Peace ‏    | Development Team DSM–Firmenich PostNL ‏ | + 22 ث        |               |
| 10            | Yoel Habteab ‏    | بايك أيد ‏                              | + 25 ث        |               |
|               |                  |                                        |               |               |
|               |                  |                                        |               |               |

### مرحلة 4
هي مرحلة أقيمت في 27 فبراير 2025، وامتدّت لمسافة 95.1 كيلومتر. فاز بالمركز الأول، وتصدر الترتيب العام Joris Delbove ‏.
| التصنيف العام | التصنيف العام            | التصنيف العام               | التصنيف العام  | التصنيف العام |
| العداء        | العداء                   | الفريق                      | الوقت          |               |
| ------------- | ------------------------ | --------------------------- | -------------- | ------------- |
| 1             | Joris Delbove ‏           | ديركت إينرجي                | 12 س 24 د 57 ث |               |
| 2             | Fabien Doubey ‏           | ديركت إينرجي                | + 2 ث          |               |
| 3             | Oliver Mattheis ‏         | بايك أيد ‏                   | + 5 ث          |               |
| 4             | Brady Gilmore ‏           | إسرائيل - بريمير تيك        | + 8 ث          |               |
| 5             | هنوك مولوبرهان ‏          | فريق إرتريا لركوب الدراجات ‏ | + 12 ث         |               |
| 6             | Adrià Pericas ‏           | UAE Team Emirates Gen Z ‏    | + 14 ث         |               |
| 7             | Moritz Kretschy ‏         | إسرائيل - بريمير تيك        | + 14 ث         |               |
| 8             | Milan Donie ‏             | Lotto Development Team ‏     | + 18 ث         |               |
| 9             | Vainqueur Masengesho ‏    | بنديكشن ‏                    | + 29 ث         |               |
| 10            | Juan Guillermo Martínez ‏ | سنويب                       | + 30 ث         |               |
|               |                          |                             |                |               |
|               |                          |                             |                |               |

### مرحلة 5
هي مرحلة أقيمت في 28 فبراير 2025، و. فاز بالمركز الأول Duarte Marivoet ‏، وتصدر الترتيب العام Joris Delbove ‏.
| التصنيف العام | التصنيف العام            | التصنيف العام               | التصنيف العام  | التصنيف العام |
| العداء        | العداء                   | الفريق                      | الوقت          |               |
| ------------- | ------------------------ | --------------------------- | -------------- | ------------- |
| 1             | Joris Delbove ‏           | ديركت إينرجي                | 16 س 25 د 33 ث |               |
| 2             | Fabien Doubey ‏           | ديركت إينرجي                | + 2 ث          |               |
| 3             | Oliver Mattheis ‏         | بايك أيد ‏                   | + 5 ث          |               |
| 4             | Brady Gilmore ‏           | إسرائيل - بريمير تيك        | + 8 ث          |               |
| 5             | هنوك مولوبرهان ‏          | فريق إرتريا لركوب الدراجات ‏ | + 12 ث         |               |
| 6             | Adrià Pericas ‏           | UAE Team Emirates Gen Z ‏    | + 14 ث         |               |
| 7             | Milan Donie ‏             | Lotto Development Team ‏     | + 18 ث         |               |
| 8             | Vainqueur Masengesho ‏    | بنديكشن ‏                    | + 29 ث         |               |
| 9             | Juan Guillermo Martínez ‏ | سنويب                       | + 30 ث         |               |
| 10            | Eric Manizabayo ‏         | بنديكشن ‏                    | + 44 ث         |               |
|               |                          |                             |                |               |
|               |                          |                             |                |               |

### مرحلة 6
هي مرحلة أقيمت في 1 مارس 2025، و. فاز بالمركز الأول Nahom Zerai ‏، وتصدر الترتيب العام Fabien Doubey ‏.
| التصنيف العام | التصنيف العام            | التصنيف العام               | التصنيف العام  | التصنيف العام |
| العداء        | العداء                   | الفريق                      | الوقت          |               |
| ------------- | ------------------------ | --------------------------- | -------------- | ------------- |
| 1             | Fabien Doubey ‏           | ديركت إينرجي                | 19 س 35 د 12 ث |               |
| 2             | هنوك مولوبرهان ‏          | فريق إرتريا لركوب الدراجات ‏ | + 6 ث          |               |
| 3             | Oliver Mattheis ‏         | بايك أيد ‏                   | + 11 ث         |               |
| 4             | Milan Donie ‏             | Lotto Development Team ‏     | + 12 ث         |               |
| 5             | Adrià Pericas ‏           | UAE Team Emirates Gen Z ‏    | + 25 ث         |               |
| 6             | Joris Delbove ‏           | ديركت إينرجي                | + 43 ث         |               |
| 7             | Vainqueur Masengesho ‏    | بنديكشن ‏                    | + 51 ث         |               |
| 8             | Juan Guillermo Martínez ‏ | سنويب                       | + 53 ث         |               |
| 9             | Awet Aman ‏               |                             | + 1 د 02 ث     |               |
| 10            | Brady Gilmore ‏           | إسرائيل - بريمير تيك        | + 1 د 02 ث     |               |
|               |                          |                             |                |               |
|               |                          |                             |                |               |

### مرحلة 7
هي مرحلة أقيمت في 2 مارس 2025، و. فاز بالمركز الأول تم إلغاء السباق ‏، وتصدر الترتيب العام Fabien Doubey ‏.

## التصنيف العام النهائي
| التصنيف العام         | التصنيف العام            | التصنيف العام               | التصنيف العام  | التصنيف العام |
| العداء                | العداء                   | الفريق                      | الوقت          |               |
| --------------------- | ------------------------ | --------------------------- | -------------- | ------------- |
| 1                     | Fabien Doubey ‏           | ديركت إينرجي                | 19 س 35 د 12 ث |               |
| 2                     | هنوك مولوبرهان ‏          | فريق إرتريا لركوب الدراجات ‏ | + 6 ث          |               |
| 3                     | Oliver Mattheis ‏         | بايك أيد ‏                   | + 11 ث         |               |
| 4                     | Milan Donie ‏             | Lotto Development Team ‏     | + 12 ث         |               |
| 5                     | Adrià Pericas ‏           | UAE Team Emirates Gen Z ‏    | + 25 ث         |               |
| 6                     | Joris Delbove ‏           | ديركت إينرجي                | + 43 ث         |               |
| 7                     | Vainqueur Masengesho ‏    | بنديكشن ‏                    | + 51 ث         |               |
| 8                     | Juan Guillermo Martínez ‏ | سنويب                       | + 53 ث         |               |
| 9                     | Awet Aman ‏               |                             | + 1 د 02 ث     |               |
| 10                    | Brady Gilmore ‏           | إسرائيل - بريمير تيك        | + 1 د 02 ث     |               |
|                       |                          |                             |                |               |
| مصدر: ProCyclingStats |                          |                             |                |               |

## وصلات خارجية
- لمحة عن سباق طواف رواندا 2025 على موقع  ProCyclingStats   (برو  سايكلنج  ستاتس) - إحصاءات  محترفي  الدراجات.
- طواف رواندا 2025 على موقع إحصائيات الدراجات الإحترافية (الإنجليزية)